# Stone Sour (альбом)
Stone Sour — дебютный студийный альбом американской рок-группы Stone Sour, выпущенный 27 августа 2002 года лейблом Roadrunner Records.

## Об альбоме
Stone Sour был записан на Catamount Studios в Сидар-Фолс, штат Айова. В качестве продюсеров выступили сами участники группы вместе с Томом Катманом. Работа над альбомом началась в 2000 году, когда вокалист Кори Тейлор и гитарист Джеймс Рут активно участвовали в группе Slipknot. Группа вернулась к записи лишь в 2001 году, в связи с тем, что Slipknot ушли на перерыв после гастролей в поддержку своего второго альбома Iowa.
После выпуска альбома Stone Sour выпустили три сингла и выступили в нескольких регионах, в том числе в США и в ряде стран Европы. Альбом получил в целом положительные отзывы. Кроме того, альбом получил статус «золотого» по версии RIAA 20 марта 2003 года, и песни «Get Inside» и «Inhale» были номинированы на премию «Грэмми» за «Лучшее метал-исполнение».

## Запись
В 2000 году Джош Рэнд связался с Кори Тэйлором после того, как он вернулся с гастролей, которые проводились в Японии, со своей другой группой Slipknot по поводу материала, над которым Джош работал. Говоря об опыте, Тейлор сказал: «Мы только начали писать материал, и это случилось». Дуэт написал 14 песен и начал работать в студии над демоверсиями песен. Тейлор тогда сказал Рэнду: «Думаю, нам придётся собрать настоящую группу, потому что это слишком серьёзно!». После того, как к Stone Sour присоединились Джоэл Экман, Шон Экономаки и Джеймс Рут, группа начала работать над альбомом в студии Catamount в Сидар-Фолс, штат Айова. Перед выпуском альбома, у группы были разные варианты названия к нему, в первую очередь Superego, но затем альбом получил своё оригинальное название Stone Sour.

## Продвижение
До выхода альбома трек «Bother» вошел в саундтрек к фильму Человек-паук; однако, в титрах к списку песен в качестве автора был указан только Кори Тейлор. На песню «Get Inside» был снят видеоклип, который показывает группу, исполняющую песню на сцене перед публикой. На песню «Bother» также был снят видеоклип.
Начиная с середины и конца осени 2002 года, группа гастролировала по Соединенным Штатам в поддержку альбома вместе с группами Chevelle и Sinch. В 2003 году группа продолжила тур в поддержку альбома, проведя тур по Европе с Saliva, американский тур с Powerman 5000, несколько выступлений на европейских фестивалях, тур по Великобритании с Murderdolls, группой Джоуи Джордисона.
Вскоре был выпущен третий и последний сингл с альбома «Inhale». Неизданный трек «Inside the Cynic» был включён в саундтрек к фильму Фредди против Джейсона. 21 октября 2003 года было выпущено специальное издание альбома Stone Sour, которое включало трек «Inside the Cynic», четыре дополнительных бонус-трека, DVD, на котором были представлены все три видеоклипа и альтернативные обложки.

## Критический прием
| Оценки критиков  | Оценки критиков |
| Источник         | Оценка          |
| ---------------- | --------------- |
| 411mania         | 7/10            |
| AllMusic         | [ 20 ]          |
| Blabbermouth.net | 8/10            |
| Counterculture   | [ 22 ]          |
| NY Rock          | благоприятный   |
| The Daily        | благоприятный   |

Альбом получил в целом положительные отзывы. Обозревая альбом, Дон Кей писал, что «музыкант редко предлагает другое место для своих талантов, которое оказывается равным их полной одежде», заявляя, что Stone Sour является одним из таких случаев. В то время как Роуэн Шеффер из Counterculture заявляет, что «Get Inside» является «самой близкой [композицией] к Slipknot», даже сравнивая его с их синглом «Left Behind». Указывая на «ритм риффинга, маниакальные ударные и вокал в качестве специфических элементов, напоминающих Slipknot, добавив, что это был очевидный выбор для сингла, поскольку он не оттолкнул бы их потенциальную аудиторию поклонников Slipknot». Джейсон Д. Тейлор отметил сходство с Slipknot в содержании текстов, добавив при этом, что Тейлор не такой «разъяренный» и «исполняет песни более мягко, мотивируя слушателя прочувствовать его эмоции». NY Rock заявил, что альбом имеет «более сбалансированное чувство к нему», чем последний релиз Slipknot на тот момент, Iowa.
Рецензенты также отметили разноплановость альбома, и, особенно, вокальную способность Тейлора. Джефф Модзелевски высоко оценил вступительный трек «Get Inside», сказав, что «стиль спид-метала и припев с агрессивным вокалом довольно неплохо сочетается с чистым и спокойным вокалом». Джейсон Д. Тейлор назвал «Orchids» и «Take a Number» как песни, которые выделяются, потому что они «поражают удивительной силой альтернативной рок-группы». На аналогичной ноте Дон Кей сказал, что альбом включает в себя «зловещие, ориентированные на грув-метал, корни, которые держатся подальше от звучания наподобие ню-метала». Самый мелодичный трек с альбома, «Bother», привлёк особое внимание большинства критиков. Модзелевски сказал, что трек «является песней, к которой альбом готовил всех», добавив, что Тейлор доказывает, что он «законный вокалист, которому не нужно беспокоиться на разрушение своих голосовых связок, чтобы записать песню»[стиль]. В своём обзоре Роуэн Шеффер заявил, что этот трек является особым событием, но сказал, что изменение стиля было «вразрез с остальным материалом» на альбоме..

## Музыкальный стиль
Кори Тейлор описал альбом как «мелодичный хард-рок». Джейсон Тейлор из AllMusic в своём обзоре писал, что, хоть он [альбом] не похож на ранние альбомы Slipknot, «Кори Тейлор обладает прекрасными чистым вокалом», ссылаясь на Alice In Chains и Soundgarden в качестве влияющих рок-групп. Также Джейсон Тейлор заявил, что альбом становится лучше после нескольких прослушиваний. Джефф Модзелевски из 411mania описал альбом, как «враждебный, сдержанный, жестокий и мелодичный». По словам Модзелевски, альбом имеет «звук мейнстрима» с каждым из участников группы, выделяющихся во время той или иной песни. Дон Кей из Blabbermouth.net говорил, что трек «Bother» не отличается от треков Slipknot, но был «представлен в совершенно ином музыкальном ключе». Кэй также сказал, что альбом «имеет свою с тяжесть и мощность». NY Rock пишет: "Группа знает как рок должен звучать энергичным. Такие элементы, как «подход мелодии к песням … порадует любителей хардкора и метала».

## Список композиций
| №                   | Название            | Длительность |
| ------------------- | ------------------- | ------------ |
| 1.                  | «Get Inside»        | 3:13         |
| 2.                  | «Orchids»           | 4:24         |
| 3.                  | «Cold Reader»       | 3:41         |
| 4.                  | «Blotter»           | 4:02         |
| 5.                  | «Choose»            | 4:17         |
| 6.                  | «Monolith»          | 3:45         |
| 7.                  | «Inhale»            | 4:25         |
| 8.                  | «Bother»            | 4:00         |
| 9.                  | «Blue Study»        | 4:37         |
| 10.                 | «Take a Number»     | 3:42         |
| 11.                 | «Idle Hands»        | 3:57         |
| 12.                 | «Tumult»            | 4:03         |
| 13.                 | «Omega»             | 2:56         |
| Общая длительность: | Общая длительность: | 51:02        |

| №                   | Название            | Длительность |
| ------------------- | ------------------- | ------------ |
| 14.                 | «Rules Of Evidence» | 3:44         |
| 15.                 | «The Wicked»        | 4:55         |
| 16.                 | «Inside The Cynic»  | 3:24         |
| 17.                 | «Kill Everybody»    | 3:26         |
| 18.                 | «Road Hogs»         | 3:53         |
| Общая длительность: | Общая длительность: | 70:24        |

## Чарты и сертификации

### Чарты
| Чарт (2002)    | Высшая позиция |
| -------------- | -------------- |
| Франция        | 131            |
| Германия       | 94             |
| Япония         | 70             |
| Великобритания | 41             |
| США            | 46             |

### Сертификации
| Страна               | Сертификация | Продажи |
| -------------------- | ------------ | ------- |
| США (RIAA)           | Золотой      | 500,000 |
| Великобритания (BPI) | Серебряный   | 60,000  |

## Участники записи
Stone Sour
- Кори Тейлор — вокал, гитара в треке «Bother»
- Джеймс Рут — гитара, бэк-вокал в треках «Get Inside» и «Inhale»
- Джош Рэнд — ритм-гитара, бас-гитара в треках «Kill Everybody» и «Road Hogs»
- Шон Экономаки — бас-гитара кроме треков «Kill Everybody» и «Road Hogs»
- Джоел Экман — барабаны кроме «Kill Everybody» и «Road Hogs»

Дополнительный персонал
- Дэн Спэйн — барабаны в треках «Kill Everybody» и «Road Hogs»
- Сид Уилсон — скрэтчинг в треках «Orchids», «Cold Reader» и «Monolith»
- Дэнни Гиббс — орган в треках «Inhale» и «The Wicked»

Технический персонал
- Том Тэтман — продюсер, звукорежиссёр
- Джон Чемберлен — дополнительный звукорежиссёр
- Тоби Райт — микширование
- Эллиот Блэкли— ассистент микширования
- Ин-Ху Тан — ассистент микширования
- Джеймс Бартон — продюсер, звукорежиссёр
- Патрик Трешер — дополнительный звукорежиссёр
- Стефан Маркузен — мастеринг
- Стюарт Уитмор — цифровая запись
- Монте Коннер — кастинг
- Ларри Мэйзер — руководство
- Кенни Мейселас — авторские права
- Дэйв Кирби — распространение в США
- Нил Уорнок — международное распространение
- Линда Казнец — креативный директор
- T42design — художественное руководство, дизайн
- Кен Шелс — фотографии